# Agspinnare
Agspinnare (Laelia coenosa) är en fjärilsart som beskrevs av Jacob Hübner 1805. 
Agspinnare ingår i släktet Laelia och familjen tofsspinnare. Arten förekommer tillfälligt i Sverige, men reproducerar sig inte. Inga underarter finns listade i Catalogue of Life.

## Bildgalleri

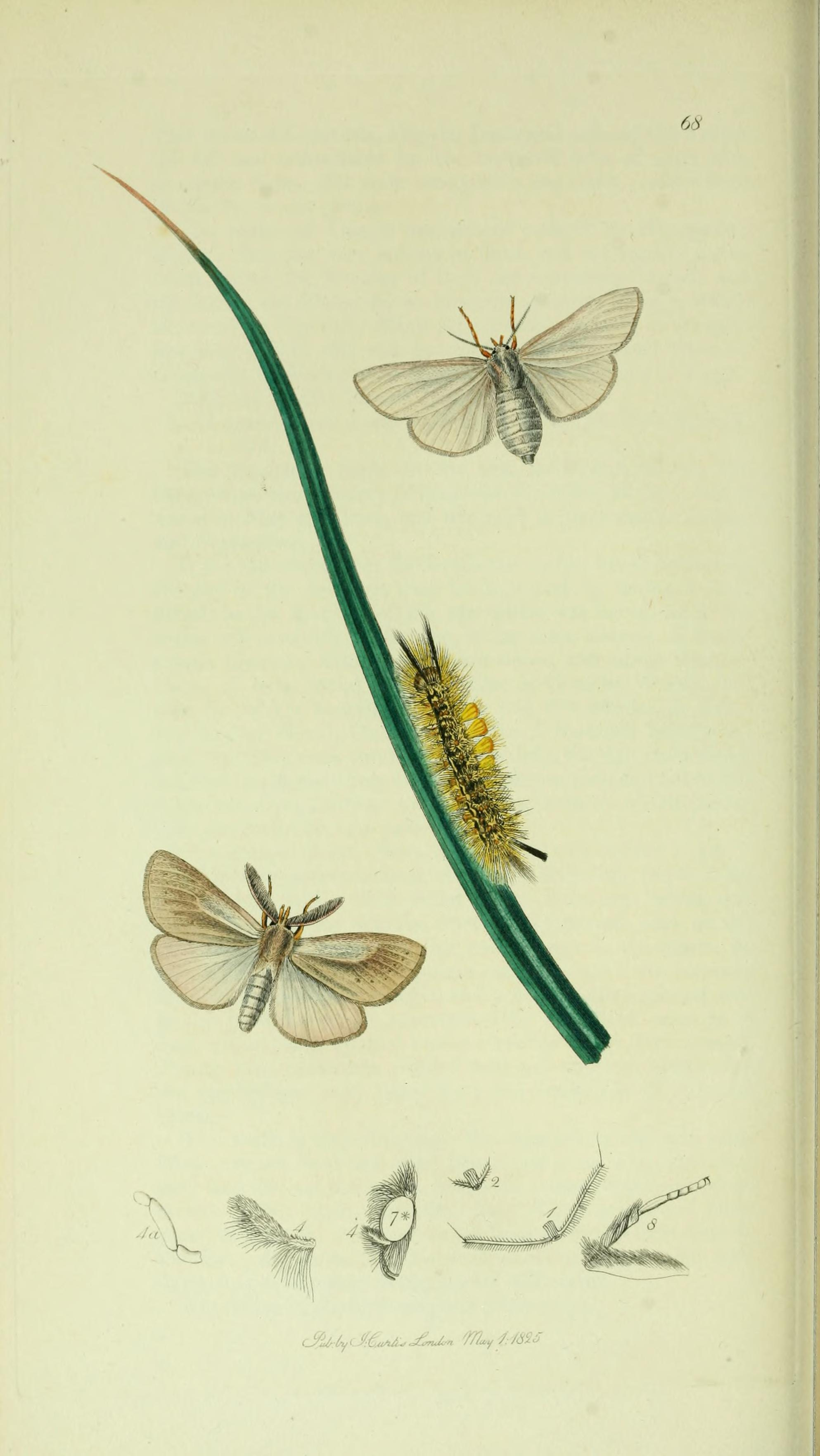